# Krzynowłoga Wielka (gromada)
Krzynowłoga Wielka – dawna gromada, czyli najmniejsza jednostka podziału terytorialnego Polskiej Rzeczypospolitej Ludowej w latach 1954–1972.
Gromady, z gromadzkimi radami narodowymi (GRN) jako organami władzy najniższego stopnia na wsi, funkcjonowały od reformy reorganizującej administrację wiejską przeprowadzonej jesienią 1954 do momentu ich zniesienia z dniem 1 stycznia 1973, tym samym wypierając organizację gminną w latach 1954–1972.
Gromadę Krzynowłoga Wielka z siedzibą GRN w Krzynowłodze Wielkiej utworzono – jako jedną z 8759 gromad na obszarze Polski – w powiecie przasnyskim w woj. warszawskim, na mocy uchwały nr VI/10/16/54 WRN w Warszawie z dnia 5 października 1954. W skład jednostki weszły obszary dotychczasowych gromad Dąbrowa, Gadomiec-Miłocięta(), Krzynowłoga Wielka, Rycice i Świniary a także wieś Kwiatkowo z dotychczasowej gromady Kwiatkowo ze zniesionej gminy Krzynowłoga Wielka oraz obszary dotychczasowych gromad Czaplice-Bąki, Czaplice-Kurki, Romany i Sędzięta ze zniesionej gminy Krzynowłoga Mała w tymże powiecie. Dla gromady ustalono 21 członków gromadzkiej rady narodowej.
31 grudnia 1959 do gromady Krzynowłoga Wielka przyłączono obszar zniesionej gromady Ulatowo-Adamy w tymże powiecie (bez wsi Kobylaki Czarzaste, Kobylaki Korysze, Kobylaki Konopki i Kobylaki Wólka).
Gromada przetrwała do końca 1972 roku, czyli do kolejnej reformy gminnej.